# Gregorio Carnicero
Gregorio Carnicero (ur. 1725, zm. 1765) – hiszpański rzeźbiarz barokowy aktywny w XVIII wieku.

## Życiorys
Był synem barokowego rzeźbiarza Alejandra Carnicera z Salamanki, u którego się kształcił. Miał dwóch braci: malarzy Isidra i Antonia. Jego ojciec przeprowadził się z rodziną do Madrytu w 1749 roku. W Muzeum Prado zachowała się płaskorzeźba Carnicera Gramatyka należąca do alegorycznej serii zleconej wielu rzeźbiarzom. Płaskorzeźby miały zdobić nadproża w galeriach Pałacu Królewskiego w Madrycie.